# Gunung Harun
Gunung Harun (indonesiska: Boekit Batoeharoen) är ett berg i Indonesien.   Det ligger i provinsen Kalimantan Utara, i den norra delen av landet, 1 500 km nordost om huvudstaden Jakarta. Toppen på Gunung Harun är 2 104 meter över havet.
Terrängen runt Gunung Harun är huvudsakligen lite bergig.  Trakten runt Gunung Harun är nära nog obefolkad, med mindre än två invånare per kvadratkilometer. I omgivningarna runt Gunung Harun växer i huvudsak städsegrön lövskog.